# Сен Жени Лавал
Сен Жени Лавал (фр. Saint-Genis-Laval) град је у Француској у региону Рона-Алпи, у департману Рона.
По подацима из 2010. године број становника у месту је био 20.357.

## Демографија
| 1962. | 1968. | 1975.  | 1982.  | 1990.  | 2011.  |
| ----- | ----- | ------ | ------ | ------ | ------ |
| 6 141 | 7 128 | 13 162 | 14 353 | 18 782 | 20.673 |

## Партнерски градови
- Pontassieve
- Cirencester